# Prinzhöfte
Prinzhöfte è un comune di 752 abitanti della Bassa Sassonia, in Germania.
Appartiene al circondario (Landkreis) di Oldenburg (targa OL) ed è parte della comunità amministrativa (Samtgemeinde) di Harpstedt.

## Geografia antropica

### Suddivisioni amministrative
Oltre al capoluogo (Prinzhöfte), il territorio comunale comprende le frazioni di Hölscher Holz, Horstedt, Klein Henstedt, Schulenberg, Simmerhausen, Stiftenhöfte e Wunderburg.